# Julius von Borsody
Julius von Borsody (* 8. April 1892 in Wien, Österreich-Ungarn; † 18. Jänner 1960 ebenda) war ein österreichischer Filmarchitekt ungarischer Herkunft. Er war einer der meist beschäftigten Szenenbildner des österreichischen und deutschen Films der späten Stummfilm- und frühen Tonfilmzeit. Sein Bruder Eduard von Borsody war als Regisseur ebenfalls in der Filmbranche erfolgreich.

## Leben
Julius von Borsody besuchte die Kunstakademie in München und kam 1917 zum Film. Er begann seine Karriere bei der Sascha-Film in Wien, war aber bis 1924 auch für andere Filmgesellschaften tätig. 1919 war er Szenenbildner für Paul Czinners bedeutendstes vorexpressionistisches Werk Inferno. Für die Monumentalfilme von Michael Curtiz und Alexander Korda in Wien war er gemeinsam mit Emil Stepanek und Artur Berger für die aufwändigsten Kulissen, die je in einem österreichischen Film errichtet wurden, verantwortlich. So war er Mitgestalter des gigantischen „Tempels von Sodom“ in Sodom und Gomorrha (1922), der ob seiner Größe auf dem Laaer Berg im Freien errichtet werden musste. Weitere Monumentalfilme der Sascha-Film, an denen Julius von Borsody mitarbeitete, waren Der junge Medardus (1923) und Harun al Raschid (1924).
Im Jahr 1925 übersiedelte Julius von Borsody nach Berlin. Dort konnte er zu Filmen über das alte Preußen noch beeindruckendere Bauten planen als in Wien. Herausragend waren seine Arbeiten zu Hans Behrendts Potsdam, das Schicksal einer Residenz (1926) und Phil Jutzis nach dem gleichnamigen Roman von Alfred Döblin entstandenen Film Berlin – Alexanderplatz (1931). Neben beeindruckenden Bauten gestaltete er auch die Fassaden und Dekorationen vieler weiterer Top-Produktionen mit ausstattungsträchtigem und historischem Hintergrund, etwa Danton (1931) und Leise flehen meine Lieder (1933).
Kurz vor dem Machtantritt der Nationalsozialisten in Deutschland kehrte Borsody nach Wien zurück, wo er in den folgenden Jahren für einige bedeutende Wiener Filme, deren Handlung meist zur Kaiserzeit um 1900 spielt, tätig war: Hohe Schule (1934), G’schichten aus dem Wienerwald (1934), Im weißen Rössl (1935) und andere.

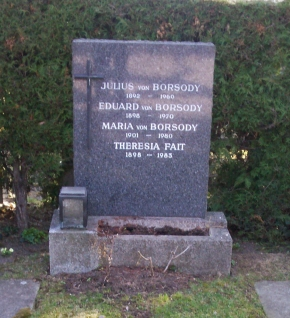
Grabstätte Julius von Borsody

Nach dem Anschluss Österreichs an Deutschland wurde Borsody Chefarchitekt der nationalsozialistischen Wien-Film – er schuf aber gelegentlich auch die Bauten für Produktionen der Bavaria Film in München. Er war sowohl an einer der letzten reichsdeutschen Großproduktionen – Shiva und die Galgenblume, Anfang Januar 1945 mit Hans Albers in den Prager Barrandov Studios gedreht – als auch an einem der ersten österreichischen Nachkriegsfilme – Der weite Weg (1946) – beteiligt. Danach stattete er in der schwächelnden österreichischen Filmwirtschaft nur noch anspruchslose Romanzen und Komödien aus. Sein letztes Szenenbild gestaltete er zu Skandal um Dodo (1958), inszeniert von seinem Bruder Eduard. Er starb am 18. Jänner 1960 im Alter von 67 Jahren und seine letzte Ruhestätte befindet sich auf dem Hietzinger Friedhof (60-20-17) in Wien.

## Filmografie (Auswahl)
- 1919: Inferno – Regie: Paul Czinner
- 1921: Lucifer – Regie: Ernest Juhn
- 1921: Der tote Hochzeitsgast – Regie: Max Neufeld
- 1921: Wege des Schreckens
- 1921: Der Marquis von Bolibar – Regie: Friedrich Porges
- 1922: Sodom und Gomorrha – Regie: Michael Kertesz (Filmarchitektur gemeinsam mit Emil Stepanek)
- 1922: Die Maske der Schuld (Regie)
- 1923: Namenlos
- 1923: Der junge Medardus – Regie: Michael Kertesz
- 1924: Jedermanns Weib
- 1924: Harun al Raschid – Regie: Michael Kertesz
- 1924: Die Stadt ohne Juden – Regie: Hans Karl Breslauer
- 1924: Die Tochter der Frau von Larsac
- 1925: Gräfin Mariza
- 1925: Ein Walzer von Strauß
- 1926: Der Provinzonkel
- 1926: Potsdam, das Schicksal einer Residenz – Regie: Hans Behrendt
- 1927: Der Meister der Welt
- 1927: Die drei Niemandskinder
- 1927: Herkules Maier
- 1928: Adam und Eva – Regie: Rudolf Biebrach
- 1928: Das letzte Fort
- 1929: Erotik (Erotikon) – Regie: Gustav Machatý
- 1929: Im Prater blüh’n wieder die Bäume
- 1929: Narkose
- 1929: Unschuld (Die kleine Veronika) – Regie: Robert Land
- 1930: Der Tanz ins Glück – Regie: Max Nosseck
- 1931: Danton – Regie: Hans Behrendt
- 1931: Meine Cousine aus Warschau
- 1931: Berlin – Alexanderplatz – Regie: Phil Jutzi
- 1932: Der weiße Dämon
- 1933: Leise flehen meine Lieder – Regie: Willi Forst
- 1934: Csibi, der Fratz / Früchtchen – Regie: Max Neufeld, Richard Eichberg
- 1934: Hohe Schule – Regie: Erich Engel
- 1934: G’schichten aus dem Wienerwald – Regie: Georg Jacoby
- 1934: Der Herr ohne Wohnung – Regie: E. W. Emo
- 1934: Frasquita
- 1935: Eva
- 1935: … nur ein Komödiant – Regie: Erich Engel
- 1935: Die Pompadour – Regie: Willy Schmidt-Gentner
- 1935: Im weißen Rössl – Regie: Carl Lamac
- 1936: Im Sonnenschein (Opernring) – Regie: Carmine Gallone
- 1936: Die Julika (Ernte) – Regie: Géza von Bolváry
- 1936: Der Weg des Herzens (Prater) – Regie: Willy Schmidt-Gentner
- 1938: Immer, wenn ich glücklich bin
- 1938: Spiegel des Lebens
- 1939: Unsterblicher Walzer – Regie: E. W. Emo
- 1939: Verdacht auf Ursula
- 1941: Komödianten – Regie: G. W. Pabst
- 1941: Brüderlein fein – Regie: Hans Thimig
- 1943: Frauen sind keine Engel – Regie: Willi Forst
- 1943: Reisebekanntschaft
- 1945: Shiva und die Galgenblume – Regie: Hans Steinhoff
- 1946: Der weite Weg – Regie: Eduard Hoesch
- 1948: Das singende Haus – Regie: Franz Antel
- 1948: Der Herr Kanzleirat – Regie: Hubert Marischka
- 1948: Arlberg-Express – Regie: Eduard von Borsody
- 1949: Vagabunden
- 1953: Hab’ ich nur Deine Liebe – Regie: Eduard von Borsody
- 1954: Kaisermanöver – Regie: Franz Antel
- 1955: Die Wirtin zur Goldenen Krone
- 1958: Skandal um Dodo – Regie: Eduard von Borsody